# Вышеградский железнодорожный мост
Вышеградский железнодорожный мост, обычно именуемый как железнодорожный мост (чеш. železniční most) — железнодорожный мост через Влтаву в Праге.

## История
Первый мост был построен в 1871—1872 гг. фирмой семьи Харкорт в Дуйсбурге. Мост был одноколейный, стальной, его длина составляла 296,3 м. Мосто состоял из пяти пролетов на трех опорах.
Этот первый мост был частью идеи соединить вокзал Франца Иосифа (сейчас Главный вокзал) и Западный вокзал (сейчас Смиховский вокзал) через Нусельскую долину (чеш. Pražská spojovací dráha).

### Новый мост
В конце XIX века старого моста стало уже недостаточно, и было решено построить новый, двухколейный. Строительство проходило в 1900—1901 гг. Главным проектировщиком был инженер Коларж.
Также по проекту Коларжа старый мост был заменён новым почти без остановки функционирования (всего за 36 часов). В реке были возведены новые опоры, металлические фермы были сооружены рядом, потом была произведена замена. Это событие нашло своё отражение в художественных произведениях, например в прозе Kruh из собрания «Předměstské povídky» Франтишка Лагнера.
Мост составлен из трех ферм длиной по 69,9 м, ширина моста составляет 8,1 м.